# Bismarck Bobcats
Bismarck Bobcats är ett amerikanskt juniorishockeylag som spelar i North American Hockey League (NAHL) sedan 2004, de grundades dock redan 1997 för spel i America West Hockey League (AWHL). De spelar sina hemmamatcher i inomhusarenan V.F.W. Sports Center, som har en publikkapacitet på 1 289 åskådare vid ishockeyarrangemang, i Bismarck i North Dakota. Bobcats har vunnit en Robertson Cup, som delas ut till det lag som vinner NAHL:s slutspel, för säsongen 2009–2010.
De har fostrat spelare som Roope Hintz.